# Hermann Weidemann (Philosoph)
Hermann Weidemann (* 11. April 1942 in Leipzig) ist ein deutscher Philosoph und Philosophiehistoriker.
Nach dem Studium der Philosophie, Theologie und lateinischen Philologie in Heidelberg und Freiburg i. Br., das er 1974 mit der Promotion abschloss, habilitierte er sich 1982 in Münster. Es folgten Lehrstuhlvertretungen an den Universitäten Erlangen/Nürnberg und Göttingen 1983 bis 1985 und an der Universität Hamburg 1988 bis 1989. Im Jahr 1990 wurde er als ordentlicher Professor für Geschichte der Philosophie der Antike und des Mittelalters an die Universität Leiden berufen. 1991 folgte der Ruf auf die ordentliche Professur für Philosophie an der Universität Bonn. Ab 1997 war Weidemann Professor an der Universität Münster.
Forschungsschwerpunkte sind die antike und die mittelalterliche Philosophie sowie die Sprachphilosophie.

## Schriften (Auswahl)
- Metaphysik und Sprache. Eine sprachphilosophische Untersuchung zu Thomas von Aquin und Aristoteles. Freiburg/München 1975.
- Aristoteles, Peri hermeneias. Übersetzt und erläutert. (= Aristoteles, Werke in deutscher Übersetzung 1.II). Berlin 1994; 3., überarb. und verb. Aufl. 2014.
- (Hrsg.): Aristoteles, De Interpretatione = Peri hermenias (= Bibliotheca scriptorum Graecorum et Romanorum Teubneriana). De Gruyter, Berlin 2014. – (Textkritische Ausgabe)
- (Hrsg.): Marcus Tullius Cicero, Über das Schicksal. De fato. Lateinisch-deutsch, herausgegeben, übersetzt und erläutert (= Sammlung Tusculum). De Gruyter, Berlin/Boston 2019.